# Кукуш (стадіон)
«Кукуш» (мак. Стадион Кукуш) — багатофункціональний стадіон у селищі Турново, Північна Македонія, використовується переважно для проведення футбольних матчів. Домашня футбольна арена клубів «Турново» та «Академія Пандєва». Вміщує 1500 глядачів.